# バチカンの国章
バチカンの国章（バチカンのこくしょう）は、1929年に制定された。
フィールドは赤色で、聖アンデレ十字型に交差した金と銀の2つの鍵、それに教皇冠が描かれる。

## 象徴
- 交差した金と銀の鍵は、ペトロに約束された天の国の鍵と、縛ったり解いたりする権限を象徴する[1]。
- 教皇冠（三重宝冠）は「最高司教の3つの力、すなわち司祭、司牧、教導の三権」を表す[2]。
- 教皇冠を取り巻く3つの王冠は、イエス・キリストの磔を象徴する。[要検証 – ノート]